# (5275) Zdislava
(5275) Zdislava (1986 UU) – planetoida z grupy przecinających orbitę Marsa okrążająca Słońce w ciągu 3,26 lat w średniej odległości 2,2 j.a. Odkryta 28 października 1986 roku.